# 竹夫人

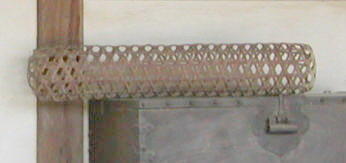
竹夫人

 竹夫人（ちくふじん。稀に「竹婦人」とも）とは、竹で作られた筒状の抱き枕を言う。英語では、Bamboo wifeと呼ばれる。
暑い日に、片腕や片足をこれに乗せて寝ることで、涼をとれる。アジアに広く見られるもので、かつては日本でも使われていた。竹だけではなく、籐や綿製のものや、近年ではプラスチックス（人工樹脂）でできたものも売られている。
佐藤春夫に＜永き夜の紅毛竹夫人(ダッチワイフ)を去らんとす＞（『能火野人十七音詩抄』）の句もあるように、和製ダッチワイフともいえる。 
俳句では夏の季語となっている。(雄山閣『新版俳句歳時記』など)